# ديزيريه نيك
ديزيريه نيك (بالألمانية: Désirée Nick)‏ هي كاتِبة وراقصة باليه وممثلة ألمانية، ولدت في 30 سبتمبر 1956 في تشارلوتنبرغ في ألمانيا.

## وصلات خارجية
- ديزيريه نيك على موقع IMDb (الإنجليزية)
- ديزيريه نيك على موقع مونزينجر (الألمانية)
- ديزيريه نيك على موقع ألو سيني (الفرنسية)
- ديزيريه نيك على موقع ميوزك برينز (الإنجليزية)
- ديزيريه نيك على موقع أول موفي (الإنجليزية)
- ديزيريه نيك على موقع ديسكوغز (الإنجليزية)
- ديزيريه نيك على موقع قاعدة بيانات الفيلم (الإنجليزية)
- ديزيريه نيك على موقع كينوبويسك (الروسية)